# Церква на Рубі-роуд
«Церква на Рубі-роуд» (англ. The Church on Ruby Road) – епізод британської науково-фантастичної телепрограми «Доктор Хто». Перша трансляція на BBC One відбулася 25 грудня 2023 року перед чотирнадцятим сезоном шоу, епізод є чотирнадцятим різдвяним спеціальним випуском для програми з моменту відновлення шоу у 2005 році, а також першим після останнього епізоду Дванадцятого Доктора «Двічі у часі» ( 2017). Його написав Рассел Т. Девіс, а режисером став Марк Тондерай. У ньому знялися Шуті Ґатва в його першій регулярній появі в ролі П'ятнадцятого Доктора, а також представлена Міллі Ґібсон як його нова супутниця Рубі Сандей.
Історія зосереджується на зустрічі П'ятнадцятого Доктора з сиротою Рубі Сандей, яку покинули біля церкви на Рубі-роуд (звідки й походить її ім'я), і її тяжкому становищі з пошуком своїх біологічних батьків. Після інтерв'ю з Давіною МакКолл (грає вигадану версію себе) їм обидвом починає дико не щастити, куди б вони не пішли, через витівки ґоблінів, які зрештою викрадають нову прийомну дитину.

## Сюжет
У Рубі Сандей, сироти, яка живе зі своєю доброю та турботливою прийомною матір'ю Карлою та прийомною бабусею Черрі, бере інтерв'ю Давіна МакКолл для телевізійної програми, яка простежує походження її учасників. З'ясувалося, що Рубі покинули в церкві на Рубі-роуд, звідси її ім'я, і вона намагається знайти своїх біологічних батьків. Після інтерв'ю Рубі, як і Давіна, починають потрапляти в нещасливі події, куди б вони не пішли, причому остання, здається, гине від падіння різдвяної ялинки. П'ятнадцятий Доктор починає розслідування.
Карла оголошує про народження нової прийомної дитини, на ім'я Лулубель і увічнює цю подію фотографією, яку вона вішає на своєму холодильнику разом із фото 32 інших прийомних дітей. Поки Карла відходить до крамниці, Лулубель викрадають ґобліни, а Рубі кидається в погоню на дах. Невдовзі до неї приєднується Доктор, і за допомогою пари розумних рукавичок, які витримують набагато більшу вагу, ніж користувач, вони з Рубі залазять на летючий корабель ґоблінів. Доктор виявляє, що ґобліни – це позаземні істоти, які харчуються випадковістю та нещасними випадками, подорожуючи в часі, щоб знайти та з'їсти немовлят.
Відбувається музичний номер, у якому Король Ґоблінів намагається з'їсти Лулубель. Героям вдається врятувати немовля та втекти, повернувшись до квартири Карли. Дикий шторм викликає гігантську тріщину в стелі, і Рубі зникає. Доктор бачить, як Карла перетворюється на холодну та байдужу жінку, яка виховала лише кількох дітей, ображається на Черрі та переймається лише грошима. Зрозумівши, що ґобліни повернулися в минуле, щоб забрати Рубі, коли вона була немовлям, Доктор переслідує їх у ТАРДІС.
Доктор прибуває в минуле і стає свідком того, як ґобліни забирають Рубі. Використовуючи рукавички, він тягне корабель на шпиль церкви, пронизуючи Короля Ґоблінів, і корабель зникає. Доктор залишає Рубі на порозі церкви, щоб переконатися, що священник знайде її та побачив жінку, імовірну матір Рубі, яка йде в ніч. Доктор повертається в сьогодення, де він бачить, що все повернулося на свої місця, і повідомляє Рубі про те, що сталося. Скориставшись ТАРДІС, він рятує Давіну від ялинки. Доктор вирішує залишити Рубі, побіжно зробивши висновок, що він теж є носієм поганої вдачі. Однак Рубі розуміє, що Доктор – мандрівник у часі, і ступає в ТАРДІС, приєднуючись до нього в його пригодах.
У середині титрів, після того, як Доктор і Рубі відбувають, сусідка Рубі, місис Флад, ламає четверту стіну та розкриває свої знання про подорожі ТАРДІС.

## Виробництво

### Розробка
У листопаді 2022 року журнал «Доктор Хто» опублікував цитату Девіса про те, що він написав ще один спеціальний епізод поза спеціальними випусками до 60-ї річниці . Назва епізоду та офіційна дата виходу в етер були оголошені в пресрелізі Disney+ 5 листопада 2023 року.
Безіменна телевізійна програма, на яку з'являється Рубі, була натхненна шоу «Давно втрачена сім'я», який також веде МакКолл. Продюсерська група цього шоу допомогла в його зображенні у серії «Церква на Рубі-роуд».
Сцена, в якій Доктор рятує Рубі від гігантського сніговика, після чого каже поліціянту, що його дівчина скаже «так» на його пропозицію, була останньою доданою сценою. Дісней протестував епізод і попросив Рассела Т. Девіса додати додаткову сцену на початку, щоб Доктора можна було представити швидше. Девіс позитивно сприйняв це рішення, додавши: «Хто ж не хоче бачити Шуті?» .

### Кастинг
8 травня 2022 року Шуті Ґатва був оголошений наступником Джоді Віттакер на головній ролі, і багато повідомлень, у тому числі самого BBC, стверджували, що він зіграє Чотирнадцятого Доктора і що Тринадцятий Доктор Віттакер переродиться у втілення, зображене Ґатвою . Пізніше було оголошено, що Ґатва насправді зіграє П'ятнадцятого Доктора, а Чотирнадцятого зіграє Девід Теннант для спеціальних випусків 2023 року. Прослуховування наступного супутника відбулося 24 вересня 2022 року. 18 листопада 2022 року під час програми Children in Need новою супутницею оголосили Рубі Сандей у виконанні Міллі Ґібсон. 30 листопада 2023 року стало відомо, що Давіна МакКолл зіграє себе саму в спецепізоді, а Мішель Ґрінідж, Анджела Вінтер і Аніта Добсон – Карлу, матір Рубі Сандей; Чері, бабусю Рубі; та місис Флад відповідно.

### Знімання
Марк Тондерай став режисером другого блоку, який складається зі спеціального різдвяного випуску 2023 року, попередньо знявши епізоди одинадцятого сезону «Примарний пам'ятник» та «Роза» (обидва 2018 року) .

## Трансляція та оцінки

### Трансляція
«Церква на Рубі-роуд» транслювалася 25 грудня 2023 року .

### Рейтинги
За одну ніч цей епізод отримав рейтинги 4,73 мільйона глядачів, що зробило його третьою за кількістю переглядів програмою Різдва після щорічної різдвяної промови короля Чарльза та Strictly Come Dancing, а також найпопулярнішою драматичною програмою дня .

### Оцінки та відгуки
Епізод отримав загалом позитивні відгуки від критиків, які вітали Ґатву та Ґібсон у шоу. На Rotten Tomatoes 100% із 24 критиків дали позитивну оцінку епізоду.

## Домашні ЗМІ

### У друкованому вигляді
Новелізація епізоду, написана Есмі Джікіемі-Пірсон, має вийти у твердій палітурці та аудіокнизі 25 січня 2024 року як частина колекції Target .